# 生物系特定産業技術研究支援センター
生物系特定産業技術研究支援センター（せいぶつけいとくていさんぎょうぎじゅつけんきゅうしえんセンター）は、農業・食品産業技術総合研究機構の組織の一つ。略称はBRAIN（Bio-oriented technology Research Advancement InstitutioN）。
「農林水産研究イノベーション戦略」等の国が定めた研究戦略等に基づいて行う基礎的な研究開発を、大学、高等専門学校、国立研究開発法人、民間企業等に委託することにより促進するとともに、出口を見据えて執行管理を行い、研究成果を着実に社会実装に結び付けることを目指している。
なお、生物系特定産業技術とは、
・農林漁業、飲食料品製造業やたばこ製造業など、生物又は生物機能の成果に依存する産業で用いられる技術
・生物の機能等に密接に関連する試験研究を必要とする技術
の2つの要件に該当する技術であり、バイオテクノロジー、作物の栽培管理や家畜の飼育、食品の加工技術の改善のための新素材、メカトロニクス等を応用する技術開発を含むとされている。
2016年からは、農業機械の開発研究は、当センターから分離独立して農研機構内に設置された農業機械研究部門にて行われている。

## 概要
- 本部：神奈川県川崎市川崎区東田町8番地

## 沿革
- 1962年（昭和37年） - 特殊法人農業機械化研究所を設立。
- 1986年（昭和61年） - 特別認可法人 生物系特定産業技術研究推進機構（生研機構）に改組。
- 2003年（平成15年） - 独立行政法人農業技術研究機構と統合し、独立行政法人農業・生物系特定産業技術研究機構　生物系特定産業技術研究支援センターとなる。
- 2006年（平成18年） - 独立行政法人農業・食品産業技術総合研究機構　生物系特定産業技術研究支援センターに改組。
- 2015年（平成27年） - 国立研究開発法人農業・食品産業技術総合研究機構に改組。
- 2016年（平成28年） - 4法人の統合に伴い、同機構にて研究資金配分業務を担当する「生物系特定産業技術研究支援センター」（略称　生研支援センター）として発足するとともに、農業機械化促進業務を分離して、同機構の農業機械研究部門に農業技術革新工学研究センターを設置。
- 2018年（平成30年）10月1日 - 埼玉県さいたま市から神奈川県川崎市に移転。